# Ole Ivars
Ole Ivars est un orchestre norvégien de musique classique, originaire d'Hamar, actif entre 1964 et 2023.

## Histoire

### Formation et première percée (1964–1969)
Le groupe est formé en 1964 à Løten, près de Hamar. Les membres fondateurs sont le claviériste Ole Ødegård, le chanteur Ivar Grønsveen, le bassiste Knut Pedersen, le batteur Per Hexeberg et le guitariste Arne Vidar Bråthen. Le nom du groupe se forme sur le modèle du groupe suédois Sven-Ingvars à partir des prénoms d'Ole Ødegård et d'Ivar Grønsveen, qui étaient les initiateurs du groupe. Bråthen est remplacé par le saxophoniste Arne Willy Foss en 1965. Le groupe remporte l'Østlandsmesterskapet en 1965.
Ole Ivars obtient un contrat d'enregistrement chez Troll Records à l'automne 1966. La même année, ils publient les deux singles Jeg har alltid en venn i gitaren et To små forglemmegei. Ils vendent que 1 600 exemplaires de ces deux singles, dont 700 à Hamar. Leur label les a publiés à cette époque comme la « réponse norvégienne à Sven-Ingvars ». L'année suivante, ils sortent quatre chansons. Leur quatrième single de l'année, intitulé Regnets rytme, permet finalement au groupe de se classer dans les charts et de percer plus largement. En décembre 1967, le batteur Hexeberg quitte le groupe et est remplacé par Henning Westeng. Après leurs premiers grands succès, Ole Ivars devient un groupe connu dans toute la Norvège.

### Changement de line-up (1970–1980)
Dans les années 1970, contrairement au style musical d'Ole Ivars, les discothèques et le rock deviennent plus populaires. Parallèlement, la composition du groupe devient plus instable. En 2014, Ole Ødegård, membre fondateur du groupe, estimait à environ 35 le nombre de membres d'Ole Ivars au fil du temps. Après le départ de Knut Pedersen en décembre 1969, son successeur Åsmund Snortheim ne resta que cinq mois dans le groupe. Snortheim est à son tour remplacé par Nils Østby au poste de bassiste. En janvier 1970, Ingrid Øyen rejoint le groupe en tant que chanteuse. En l'espace de deux ans, les chanteuses Wenche Hallan et Toril Støa suivent. Elles sont les trois seules femmes de l'histoire du groupe. Cependant, les enregistrements ne sont réalisés qu'avec Ingrid Øyen. Arne Willy Foss quitta Ole Ivars à partir de 1971 pour quelques années et participe au groupe Christopher Bean. En 1972, Ole Ivars se compose des deux membres fondateurs Ivar Grønsveen et Ole Ødegård ainsi que du bassiste Terje Pettersen, du trompettiste Kjell A. Olsen, du saxophoniste Tor Egil Simensen et du batteur et chanteur Terje Scott.
En octobre 1973, Ivar Grønsveen, l'un des membres fondateurs et figure de proue du groupe, décède à l'âge de 27 ans. Il esut remplacé par Lasse Johansen. Le futur chanteur Tore Halvorsen avait déjà été pressenti comme nouveau membre, mais il jouait déjà à l'époque dans un autre groupe et avait son propre contrat de disque. Grâce au retour d'Arne Willy Foss, Ole Ivars continue avec sept membres et obtient un contrat avec le label RCA. Le groupe devient le groupe attitré de l'émission de télévision 12 rette sur la radio norvégienne NRK. Des changements majeurs ont lieu en mai 1978, lorsque, outre Tor Egil Simensen et Lasse Johansen, le membre fondateur Ole Ødegård quitta le groupe. La première publication de la nouvelle propriété est intitulée Ole Ivars, bien que les deux homonymes ne fussent plus membres du groupe.
En 1979, les anciens membres forment un groupe parallèle, Ole Ivars Veteranene (en français : les vétérans d'Ole Ivars). Ole Ivars Veteranene publie ses propres chansons et, fin 1980, l'album Venner av oss, qui se vend à 15 000 exemplaires en un mois environ. Arne Willy Foss joue parfois pour les deux groupes. Arild Engh, un musicien qui n'avait jamais fait partie d'Ole Ivars, joue également dans d'anciens groupes.

### Retour à l'ancien line-up (1981–1989)
Ole Ivars publie lui-même publié plusieurs chansons et albums avec des formations très différentes. Leur dernière formation produit deux chansons avant de se séparer. Le groupe Ole Ivars Veteranene récupère ainsi les droits du nom Ole Ivars en hiver 1981 et devient le seul groupe sous ce nom. Les membres du groupe sont à ce moment-là Ole Ødegård, Arne Willy Foss, Nils Østby, Tor Egil Simensen, Arild Engh et Lasse Johansen.
En 1983, William Kristoffersen devient le nouveau bassiste d'Ole Ivars. Il devient également le nouvel auteur-compositeur du groupe et Ole Ivars s'éloigne à cette époque du groupe qui interprétait et chantait surtout des reprises et des traductions de chansons. Lasse Johansen quitte le groupe en 1988. Il est alors remplacé par Tore Halvorsen, qui était déjà considéré comme un membre souhaité du groupe en 1973.

### Nouvelle popularité (1990–1999)
En 1992, le groupe rejoint le label Tylden and Co, l'un des plus importants dans le genre. Toutes les publications du groupe sous ce label atteignent plus de 20 000 ventes dans les années 1990. A partir du milieu des années 1990, la popularité du genre des groupes de danse en Norvège recommence à augmenter, alors qu'elle avait diminué auparavant. Ole Ivars est considéré comme la figure de proue du genre à cette époque. Ils enregistrent notamment la chanson Jag trodde änglarna fanns avec la chanteuse suédoise Kikki Danielsson et Samefolkets land avec Mattis Hætta. En 1996, Bjørn Elvestad devient membre. Il avait déjà participé aux enregistrements du groupe à partir de 1991. La même année, le groupe devient une société anonyme, Ole Ivars AS, dont William Kristoffersen devient le président. Lors du prix norvégien Spellemannprisen, Ole Ivars est nommé pour la première fois pour l'année 1996, après l'introduction de la catégorie dansband, et remporte le prix dans la catégorie « orchestre de danse ». Trois ans plus tard, le groupe remporte le prix « Årets Spellemann », considéré comme la principale récompense du prix de la musique. En outre, lors de l'édition 1999 du prix, Ole Ivars remporte de nouveau le prix dans la catégorie « dansband ».

### 40eanniversaire(2000–2009)
Lors du Spellemannprisen, Ole Ivars gagne de nouveau dans la catégorie « dansband » en 2000, 2003, 2004 et 2010. En 2004, l'année de son 40e anniversaire, le groupe reçoit également le Hedmarksprisen, le prix culturel du Fylkeskommune Hedmark et le Gamelengprisen. En outre, la radio norvégienne NRK les élit Tidenes Norske Danseband, c'est-à-dire meilleur groupe de danse norvégien de tous les temps. En novembre 2007, ils reçoivent également une médaille d'or en Suède pour leur album Ole Ivars 40 beste, qui s'est vendu à plus de 20 000 exemplaires.
En 2008, Ole Ivars se présente avec Som I Himmelen au Melodi Grand Prix 2008, la présélection norvégienne pour le concours Eurovision de la chanson 2008. La chanson, décrite comme une chanson d'amour et une ballade, est écrite par William Kristoffersen. Ole Ivars réussit à se qualifier pour la finale avec sa contribution à partir de la demi-finale, mais ne réussit pas à la gagner. L'auteur-compositeur William Kristoffersen reçoit la médaille d'argent du mérite royal norvégien (Kongens fortjenstmedalje) en 2009.

### 50eanniversaireet nouveaux membres (2010–2019)
Le groupe fête son cinquantième anniversaire en 2014. Ils avaient alors publié 45 albums. Cette année-là, la première d'une pièce de théâtre construite autour des chansons du groupe a lieu au Nationaltheatret. La pièce de théâtre donne ensuite naissance à la série télévisée En får væra som en er, diffusée en 2019 sur TV 2.
William Kristoffersen, qui est l'auteur-compositeur du groupe pendant des années, annonce en 2016 qu'il n'écrirait plus de nouvelles chansons pour Ole Ivars. Il justifie sa décision par le fait que la vente d'albums ne permettait plus de gagner de l'argent en raison de la diffusion de musique en continu sur Internet. En avril 2017, le batteur Arild Engh décède à l'âge de 70 ans après de longs problèmes de santé, ce qui explique qu'il n'ait plus joué avec le groupe depuis longtemps. Morten Nyhus, qui avait déjà remplacé Engh pendant une longue période avant son décès, devient alors le nouveau batteur permanent du groupe. En décembre 2018, le chanteur Tore Halvorsen quitte le groupe après 30 ans de carrière. Il est remplacé par Espen Hagen Olsen, qui avait déjà remplacé Halvorsen pendant quelques semaines auparavant.

### Annonce de séparation (2020–2023)
En juillet 2022, le groupe annonce son intention de se séparer après une tournée d'adieu. Les raisons invoquées par le groupe pour expliquer sa séparation sont notamment son âge, le fait que la pandémie de Covid-19 avait changé le secteur et qu'il était devenu plus difficile de vendre sa musique avec le temps. Lors du Spellemannprisen 2023, le groupe reçoit un prix d'honneur.

## Discographie

### Albums studio
- 1968 : Ole Ivars
- 1968 : Ole Ivars Vol. 2
- 1969: Jeg vil se deg smile
- 1972: Flydur og andre tonearter
- 1974 : Ole Ivars på farten
- 1975 : Ole Ivars på farten igjen
- 1975 : Ole Ivars farter videre
- 1976 : Bli vår gjest
- 1977 : Sangen vi fant
- 1977 : Ole Ivars
- 1977 : Sangen vi fant
- 1978 : Ole Ivars
- 1979 : Kvelden venter på oss
- 1980 : Venner av oss
- 1980 : Prøysen jul og andre juleviser
- 1980 : Julehilsen
- 1982 : En prästkrage i min hand
- 1982 : Per Spelemann og andre svinglåter
- 1982 : Juletoner
- 1982 : Regnets rytme
- 1982 : Jul med Ole Ivars
- 1984 : Jubileum
- 1984 : Julefest med Kjell Vidars og Ole Ivars
- 1986 : Skolefri
- 1986 : Julefest med Ole Ivars (cassette)
- 1986 : Jul med Ole Ivars (cassette)
- 1986 : Ole Ivars beste julelåter (cassette)
- 1987 : For swingende (cassette)
- 1989 : Jubileums-swing
- 1989 : Jul
- 1991 : På en-to-tre
- 1992 : Lørdagskveld
- 1993 : Spellemannsblod
- 1995 : Juleplata tel Ole Ivars
- 1996 : Dans på Skjermertopp
- 1998 : På cruise og tvers]'
- 1999 : Ole Ivars i 2000
- 2000 : Medisin mot det meste
- 2001 : En får væra som en er
- 2003 : Hverdag & fest
- 2003 : Ole Ivars' jul
- 2004 : Heldiggriser
- 2005 : Vi tar det tel manda'n
- 2006 : Ole Ivars så klart!
- 2007 : Vi lever i håpet
- 2009 : Femten ferske
- 2010 : Stjerneklart
- 2011 : 34
- 2012 : Guttetur og gledeshus
- 2013 : Ole Ivars 50 år
- 2019 : På farten i 55 år

### Album live
- 2014 : På konsert med Ole Ivars – Live fra Selfestivalen

### Compilations
- 1989 : La oss leve for hverandre
- 1994 : Kavalkade 40 låter gjennom 30 år
- 1995 : Ole Ivars aller beste
- 1999: Ole Ivars 20 beste
- 2000 : Gull
- 2002 : 40 Beste (dobule album)
- 2004 : Gull 2
- 2006 : Fri Willy (dobule album)
- 2007 : Jag trodde änglarna fanns
- 2007 : Line
- 2008 : Hålligånglåtarna
- 2008 : Platina
- 2011 : Julefest med Ole Ivars
- 2011 : Rett fra hjertet
- 2014 : Takk for alle fine år (20 ballades)
- 2015 : Alle Ole Ivars-originalene fra musikalen «En får væra som en er»
- 2016 : Fosser’n (dobbeltalbum)

### Autres albums
- 1990 : Bære musikk
- 2004 : En annen dans - hyllest til Ole Ivars

### Singles notables
- 1966 : Jeg har alltid en venn i gitaren / To små forglemmegei
- 1966 : Barndomshjemmet / En rødhåret jente
- 1967 : Helgedagskveld i timmerkojan / Lilla Karin

### DVD
- 2002 : Historien om Ole Ivars
- 2004 : 40 år med Ole Ivars og gjester i Vikingskipet
- 2006 : Dans på Skjermertopp
- 2007 : Jag trodde änglarna fanns
- 2007 : Vi lever i håpet

## Distinctions
- 1996 : « Dansband » pour Dans på Skjermertopp
- 1998 : Nomination dans la catégorie « dansband/Gammaldans » pour På cruise og tvers
- 1999 : Årets Spellemann
- 1999 : « Dansband » pour Ole Ivars i 2000
- 2000 : « Dansband » pour Medisin mot det meste
- 2003 : « Dansband » pour Hverdag og fest
- 2004 : « Dansband » pour Heldiggriser
- 2006 : Nomination dans la catégorie « dansband » pour Ole Ivars så klart !
- 2007 : Nomination dans la catégorie « dansband » pour Vi lever i håpet
- 2009 : Nomination dans la catégorie « dansband » pour Femten ferske
- 2010 : « Dansband » pour Stjerneklart
- 2011 : Nomination dans la catégorie « dansband » pour 34
- 2013 : Nomination dans la catégorie « dansband » pour 50 år
- 2023 : « Prix d'honneur ».